# Sierra del Cando
La sierra del Cando es una sierra gallega perteneciente a la Cordillera dorsal gallega que tiene montes de una altura media de entre 600 y 1.000 metros sobre el nivel del mar. Se extiende por los ayuntamientos de Cerdedo, Cotobad, Forcarey, La Lama y Beariz. Está unida a la sierra de Candán por los montes de Costoia.
La vegetación de la sierra son las retamas, las matas de tojos, brezos y genistas. Hay importante plantaciones de pino y eucalipto. Existe un ecosistema de gran valor en los altos de la sierra, así como en las carballeiras del río Verdugo y sus afluentes.
Recibió la distinción de Zona de Especial Protección de los Valores Naturales.